# Grand Bruit
Grand Bruit is een spookdorp in de Canadese provincie Newfoundland en Labrador. De plaats bevindt zich aan de zuidkust van het eiland Newfoundland.

## Geografie
Grand Bruit ligt aan het westelijke gedeelte van Newfoundlands zuidkust. De dichtstbij gelegen plaats is La Poile, een outport die 13 km verder westwaarts ligt. Zo'n 20 km oostelijker ligt het spookdorp Muddy Hole.

## Toponymie
De naam Grand Bruit is Frans voor "groot lawaai". De naam verwijst naar het constante geluid dat in het plaatsje te horen is vanwege de grote waterval die zich er bevindt.

## Geschiedenis
Het dorp was een typische Newfoundlandse outport die enkel via het water bereikbaar was. Sinds 1983 hadden de inwoners er een beperkte vorm van lokaal bestuur wegens de oprichting van een local service district.
Het geïsoleerde en vrijwel uitsluitend op de visserij geënte plaatsje kreeg het net als veel gelijkaardige plaatsen in de streek moeilijk vanwege het moratorium op de kabeljauwvisserij van 1992.
In 2010 kregen de 31 overblijvende inwoners in het kader van de provinciale hervestigingspolitiek $80.000 per alleenstaande (of $90.000 per huishouden) uitbetaald om te verhuizen naar een minder geïsoleerde plaats binnen de provincie. Sindsdien is Grand Bruit, na jaren van demografische achteruitgang, een spookdorp.

### Demografische ontwikkeling
| Demografische ontwikkeling van Grand Bruit tussen 1991 en 2011 |
| -------------------------------------------------------------- |
|                                                                |
| Bron: Statistics Canada (1991–1996, 2001–2006, 2010–2011)      |